# Верхний ягодичный нерв
Верхний ягодичный нерв (лат. Nervus gluteus superior) — нерв крестцового сплетения. Образован волокнами LIV, LV и SI нервов.
Выходит из полости малого таза в сопровождении одноимённых сосудов через щель над грушевидной мышцей и, огибая большую седалищную вырезку, ложится между средней и малой ягодичными мышцами, направляясь дугообразно вперёд. От нерва отходят ветви к указанным мышцам. Своими концевыми ветвями заканчивается в напрягателе широкой фасции бедра.